# جوردان ستال
جوردان ستال (بالإنجليزية: Jordan Staal)‏ (من مواليد 10 سبتمبر 1988) هو لاعب هوكي جليد كندي محترف وقائد فريق كارولينا هوريكانز التابع لدوري الهوكي الوطني. أصبح في عام 2007 أصغر لاعب (18 عامًا و153 يومًا) يسجل ثلاثية في تاريخ الدوري.
جوردان ستال هو واحد من إخوة ستال الأربعة، الذين لعبوا أو يلعبون حاليًا في دوري الهوكي الوطني. يلعب الأخ الأكبر إريك حاليًا مع فريق فلوريدا بانثرز، لعب أيضًا (وقاد) الأعاصير حتى 28 فبراير 2016. الأخ الأصغر والرابع جاريد ظهر لأول مرة في دوري الهوكي الوطني في 25 أبريل 2013 مع جوردان وإريك قبل أن يتقاعد في عام 2017. يلعب مارك ثاني أكبرهم سناً حاليًا في فريق فلوريدا بانثرز.